# Cinética electroquímica

Cinética electroquímica

La cinética electroquímica es el campo de la electroquímica que estudia la velocidad de los procesos electroquímicos. Esto incluye el estudio de cómo las condiciones del proceso, la concentración y el potencial eléctrico, influyen en la velocidad de las reacciones de reducción-oxidación que ocurren en la superficie de un electrodo, así como la investigación sobre los mecanismos de reacción electroquímica. Debido a los fenómenos electroquímicos que se desarrollan en la interfase entre un electrodo y un electrolito, hay fenómenos que acompañan a las reacciones electroquímicas que contribuyen a la velocidad de reacción global.
Algunos de los más famosos investigadores en este campo fueron Alexander Frumkin, John Alfred Valentine Butler, Max Volmer y Julius Tafel.